# Sulfamidochrysoïdine
Sulfamidochrysoïdine (merknaam Prontosil) was het eerste commercieel beschikbare antibioticum (chemotherapeuticum); het werd ontwikkeld en op de markt gebracht door het Duitse farmacieconcern Bayer. De ontdekking van Prontosil was een mijlpaal in de geneeskunde. De verbinding die gemaakt was door de chemici Josef Klarer en Fritz Mietzsch was door Gerhard Domagk getest en effectief bevonden tegen een aantal bacteriële infecties bij muizen. Domagk kreeg daarvoor in 1939 de Nobelprijs voor de geneeskunde. Prontosil was het resultaat van vijf jaar onderzoek en het testen van duizenden verbindingen. De beslissende proeven waren al uitgevoerd in 1932 maar de resultaten werden pas na toekenning van het patent in 1935 aan I.G. Farben gepubliceerd.
Niet lang daarna werd in het Pasteurinstituut ontdekt dat sulfamidochrysoïdine, een nagenoeg onoplosbare roodgekleurde stof, in het lichaam wordt afgebroken tot sulfanilamide, een veel eenvoudiger kleurloze stof ("biotransformatie"). Omdat sulfanilamide patentvrij beschikbaar was, eenvoudig te produceren en zich makkelijk liet verbinden aan andere moleculen, kwamen er al spoedig talloze sulfanilamide-achtige antibiotica ("sulfapreparaten") in de handel. Prontosil werd daarmee niet de kaskraker waarop Bayer gehoopt had. Desondanks bleef Prontosil tot rond 1960 op de markt.